# Бранденбург (футбольний клуб)
Футбольний клуб «Бранденбург», також відомий як «Шталь» (нім. BSV Brandenburg) — німецький футбольний клуб з Бранденбурга-на-Гафелі, заснований у 1950 році. Виступає у Бранденбург-Лізі. Домашні матчі приймає на стадіоні «Штадіон Ам Кенц», місткістю 15 500 глядачів.

## Історія
Клуб заснований у 1950 році як «Айнгайт Бранденбург». У 1955 році перейменований у «Шталь Бранденбург». До об'єднання Німеччини команда виступала в Оберлізі НДР, після 1990 року — в Другій Бундеслізі. У 1993 році клуб отримав назву «Бранденбург». У 1998 році знявся із федеральних змагань і заявився в Бранденбург-Лігу.

## Досягнення
- Оберліга—Норд
  - Чемпіон (1): 1994
  - Срібний призер (1): 1993
- Кубок Бранденбурга
  - Володар (1): 1994.